# Longueur de signalement
 (septembre 2014).
La longueur de signalement est une des mesures d'un bateau qui est utilisée en France sur l'acte de francisation.
Elle est définie par la distance projetée sur le plan d'eau de la pointe extrême de la coque et de l'axe du gouvernail (sous-entendu de la mèche de safran).
Cette longueur est inférieure à la longueur hors-tout qui inclut également le balcon arrière. Elle peut se rapprocher de la longueur entre perpendiculaires utilisée en architecture navale mais cette dernière dépend des sociétés de classification